# فیروز علیفوا
فیروزه علیفوا (تاجیکی: Фирӯза Алифова؛ زادهٔ ۱۲ ژوئیهٔ ۱۹۸۰) خواننده اهل تاجیکستان است.

## زندگی‌نامه
فیروزه علیفوا زادهٔ ۱۲ ژوئیهٔ ۱۹۸۰ در دوشنبه خواننده اهل تاجیکستان است.
این سراینده برای اسلوب (شیوه) ویژهٔ آوازخوانی برندهٔ جایزهٔ ویژهٔ فرهنگ و اطلاعات قزاقستان شد. او به عنوان نماینده تاجیکستان از میان ششصد شرکت‌دار آزمون بین‌المللی موسیقی ۲۰۰۶ او در دورهٔ نهایی آزمون جزء ۱۴ سراینده نهایی بود.